# Елиза
Елиза (порт. Totalmente demais) бразилска је теленовела, продукцијске куће Реде Глобо, снимана током 2015. и 2016.
У Србији, Босни и Херцеговини и Црној Гори се од 10. октобра 2022. емитује на телевизији Уна.

## Синопсис
Елиза је осамнаестогодишњакиња која живи са мајком, очухом, полубратом и полусестром у крчми поред аутопута. Оца никад није упознала, а мајка Жилда јој је рекла да је био возач камиона. Услед сукоба са очухом Дином јер је покушао да је нападне, Елиза бежи из куће у Рио де Жанеиро.
У Рију, Елиза упознаје младог Жонатаса, сиромашног момка који зарађује на улици продајући слаткише, мада је својој мајци рекао да ради у адвокатској комори. Након што су локални мангупи покушали да нападну Елизу, Жонатас је скрива на сигурно место.
Ускоро упознаје Артура, власника манекенске агенције „Екскалибур”, који јој је обећао да ће је претворити у успешну манекенку. Међутим, она није била заинтересована за такву каријеру јер је сматрала да Артур жели да је увуче у проституцију.
Артур заправо жели да је претвори у манекенку, победницу конкурса „Апсолутно савршена” који организује истоимени часопис у сарадњи са компанијом „Бастиле” која производи шминку. Главни разлог је опклада између њега и Каролине, генералне директорке часописа „Апсолутно савршена”.
Уколико Елиза не победи, Артур губи опкладу и преписује „Екскалибур” на Каролинино име. У супротном, Каролина мора да да оставку на место генералног директора часописа и прелази код Артура у „Екскалибур” на мање плаћено радно место.
Каролина као своју кандидаткињу види младу Касандру, лепу и амбициозну девојку, чији је сан да постане успешна манекенка по сваку цену. Тако ће почети игра мачке и миша између Елизе и Касандре са једне стране, и Артура и Каролине са друге, а ствари се додатно закомпликују када се Артур заљуби у Елизу, која ће бити растрзана између њега и Жонатаса.

## Улоге
| Глумац             | Улога                                |
| ------------------ | ------------------------------------ |
| Марина Руј Барбоза | Елиза де Асис                        |
| Фелипе Симас       | Жонатас Кастро                       |
| Фабио Асунсао      | Артур Валмонт Карнеиро де Алкантара  |
| Жулијана Паес      | Каролина Кастиљо                     |
| Жулијана Пајва     | Сандра Режина Касандра Матозо        |
| Умберто Мартинс    | Жермано Монтеиро                     |
| Вивијане Пасмантер | Лилијане Лили де Бокајува Монтеиро   |
| Жулијане Тревисол  | Марија Луиса Лу                      |
| Леона Кавали       | Жилда де Асис Машадо                 |
| Саманта Шмуц       | Изадора Дориња Кастиљо               |
| Пауло Роча         | Ерондино Дино Машадо                 |
| Ора Фигејредо      | Уго Матозо                           |
| Оливија Торес      | Дебора Матозо                        |
| Данијел Бланко     | Фабио Фабињо де Бокајува Монтеиро    |
| Карла Сале         | Лејла де Оливејра                    |
| Глорија Менезес    | Стела Стелиња Карнеиро де Алкантара  |
| Режиналдо Фарија   | Морисе Карнеиро де Алкантара         |
| Марат Дескартес    | Пјетро Енрико                        |
| Лавинија Власак    | Наташа Оливер                        |
| Жована Рисполи     | Марија Жоао Жожо Оливер де Алкантара |
| Гида Вијана        | Апаресида Сида                       |
| Малу Гали          | Розанжела Кастро                     |
| Аилтон Граса       | Флорисвал                            |
| Пабло Санабио      | Максимилијано Макс Аугусто           |
| Сержио Маљеирос    | Жорже Жакаре да Силва                |
| Алине Боржес       | Катија                               |
| Каролина Агијар    | Лурдиња                              |
| Лелезиња           | Џенифер Џени Кастро                  |
| Кауе Кампос        | Антони Бола Кастро                   |
| Жуан Пајва         | Весли Кастро                         |
| Жесика Елен        | Аделе                                |
| Рафаел Сандер      | Шарлес                               |
| Габријел Реиф      | Жамејка                              |
| Тони Гаридо        | Монтања                              |
| Марсело Арнал      | Маркао                               |
| Каду Паскоал       | Рискадо                              |
| Исабела Копел      | Дејзи де Асис Машадо                 |
| Каик Брум          | Карлос Карлињос де Асис Машадо       |
| Леонардо Караваљо  | Вилсон                               |
| Доната Аугусто     | Брасо                                |
| Мишел Коста        | Марсиња                              |